# Marek Skála
Marek Skála (* 25. října 1989 Praha) je český akrobatický lyžař závodící ve slopestylu.
Ve Světovém poháru startuje od roku 2012, jeho maximem je 13. místo ze září 2012 z argentinské Ushuaiy. Na Mistrovství světa v akrobatickém lyžování 2013 se umístil na 50. místě, na MS 2015 skončil na 41. příčce.
Zúčastnil se také ZOH 2014 v Soči, kde se umístil na 26. místě.